# Влахос, Александр
Александр Влахос (англ. Alexander Vlahos, 30 июля 1988) — британский актёр театра и кино. Наибольшую известность получил, снявшись в роли взрослого Мордреда в телесериале BBC «Мерлин».

## Биография
Александр Влахос родился 30 июля 1988 года в городе Суонси, Уэльс, Великобритания, в семье грека и валлийки. Влахос – фамилия отца . Его первый язык — валлийский. Учился в Уэльском Королевском Колледже Музыки и Драмы в Кардиффе, который окончил в 2009 году, где выступал в спектаклях «Les Liaisons Dangereuses», «Country Music», «Richard III», «The Misanthrope». Так же Александр Влахос играл в Royal National Theatre в пьесе «Emperor and Galilean».
Первой работой Александра после окончания театрального училища была полурегулярная роль Дилана (англ. Dylan) в телесериале BBC «Crash». Позже, в 2010 году получил главную роль Льюса (англ. Lewis) в эпизоде сериала «Doctors» «Master Of The Universe». Этот эпизод был номинирован на «Best Single Episode» и «Spectacular Scene of the Year» в премии «ITV British Soap Awards» в 2010 году. После этого, снялся в сериале «The Indian Doctor» в роли Томаса Эванса (англ. Tom Evans). В 2011 году был снят фильм «Играй до смерти» (англ. Truth or Dare), в котором Александр появился в роли Люка. В этом же году Александр Влахос сыграл роль Мордреда в пятом сезоне сериала «Мерлин» (Первая роль Мордреда принадлежала Асе Батерфилд). В этом сезоне Мордред должен был убить короля Артура, роль которого принадлежит Бредли Джеймсу. Так же в 2012 году был снят мини-сериал «Privates», где Александр Влахос появился в роли рядового Кинана (англ. Keenan). В октябре 2012 вышла первая серия аудио сериала компании «BigFinish» «The Confessions of Dorian Gray» по мотивам романа Оскара Уайльда «Портрет Дориана Грея». В этом сериале Александр Влахос озвучивал главную роль Дориана Грея. В августе 2013 года компания планирует выпуск второго сезона аудио сериала «The Confessions of Dorian Gray», так же в главной роли Александра Влахоса.
13 февраля 2022 года Влахос женился на своей девушке Джулии.

## Работа в театре
| Спектакль                | Театр                      | Год       |
| ------------------------ | -------------------------- | --------- |
| Hay Fever                | Royal Welsh College        | 2008-2009 |
| Les Liaisons Dangereuses | Royal Welsh College        | 2008-2009 |
| Country Music            | Royal Welsh College        | 2008-2009 |
| Richard III              | Royal Welsh College        | 2008-2009 |
| The Misanthrope          | Royal Welsh College        | 2008-2009 |
| Emperor and Galilean     | The Royal National Theatre | 2011      |

## Фильмография
| Фильм                                         | Роль                | Год       | Примечания |
| --------------------------------------------- | ------------------- | --------- | ---------- |
| Crash (сериал)                                | Dylan               | 2009-2010 |            |
| Doctors (сериал)                              | Lewis Cutler        | 2010      |            |
| Bright Lights (короткометражный)              | Steff               | 2010      |            |
| All Shook Up! (сериал)                        | Dafydd Hibbard      | 2010      |            |
| Pen Talar (сериал)                            | Iolo                | 2010      |            |
| The Indian Doctor (сериал)                    | Tom Evans           | 2010      |            |
| The Tower (сериал)                            | Tom                 | 2011      |            |
| Играй до смерти (фильм)                       | Luke                | 2012      |            |
| Мерлин (сериал)                               | Мордред             | 2012      |            |
| Privates (мини-сериал)                        | Tom Keenan          | 2012      |            |
| The Confessions of Dorian Gray (аудио сериал) | Dorian Gray         | 2012      |            |
| Версаль (сериал)                              | Филипп I Орлеанский | 2015-2018 |            |